# Centrotypus belus
Centrotypus belus är en insektsart som beskrevs av Buckton. Centrotypus belus ingår i släktet Centrotypus och familjen hornstritar. Inga underarter finns listade i Catalogue of Life.